# Экология Якутии
Якутия в последнее время[какое?] стала зоной экологического риска. По сведениям Росприроднадзора по Республике Саха (Якутия) общее количество субъектов хозяйственной и иной деятельности, имеющих стационарные источники выбросов загрязняющих веществ в атмосферу составляет 1032 единицы. Основными веществами, загрязняющими атмосферный воздух, являются оксид углерода, твердые вещества, углеводороды, включая летучие органические соединения, оксиды азота, диоксид серы.

## Экология Якутии в цифрах
Почти 200 млн. тонн отходов, 92 млн. тонн неочищенных или недостаточно очищенных стоков, 182 тыс. тонн выбросов вредных веществ в атмосферу «производится» ежегодно в республике или более 200 тонн отходов, 92 тонны стоков на одного жителя Якутии.
30 % территории Якутии охвачено сетью экологического мониторинга
2.18 млрд. рублей — объём программы по мероприятиям охраны окружающей среды в РС (Я) в 2009—2011 годах (1.736 млн. рублей за счет федерального бюджета и 328 млн. рублей за счет бюджета РС (Я), 64.7 млн. рублей за счет внебюджетных источников)
В течение 2007 года было 25 случаев высокого загрязнения окружающей среды (15 воздуха и 10 воды) и 5 случаев экстремально высокого загрязнения воды
К 2011 году количество загрязнений предполагается снизить до 20 случае высокого (10 воздуха и 10 воды) загрязнения и до 2 случае экстремального загрязнения воды.
Крупнейшие компании планируют в период с 2007—2011 год на защиту окружающей среды потратить 1 302 млн. рублей.
Таблица расходов крупнейших компаний РС (Я) на экологию:
| Наименование предприятия | Предполагаемая стоимость, тыс.руб. |
| ------------------------ | ---------------------------------- |
| АК «АЛРОСА»              | 356242,0                           |
| ОАО «Сургутнефтегаз»     | 179151,46                          |
| АО «Алмазы Анабара»      | 69000,0                            |
| ООО «Алданзолото»        | 38000,0                            |
| ГУП ЖКХ                  | 78000,0                            |
| Каскад Вилюйских ГЭС     | 2535,0                             |
| ОАО «ЛОРП»               | 170590,0                           |
| ОАО «Нижнее-Ленское»     | 19210,0                            |
| ОАО «Саханефтегазсбыт»   | 126000,0                           |
| ОАО «Сахаэнерго»         | 1540,0                             |
| ОАО «Якутскэнерго»       | 5900,0                             |
| ОАО «Якутуголь»          | 255679,0                           |

В Якутии отсутствуют предприятия по комплексной переработке отходов.
В республике накоплено более 1,7 млрд тонн отходов производства и потребления, которые размещены в 527 полигонах и свалках, одна треть которых являются несанкционированными.
На 1 января 2009 года площадь нарушенных земель в Республике Саха (Якутия) составила 34,3 тыс. га, в том числе: при разработке месторождений полезных ископаемых — 23,4 тыс. га (71,3 %), при строительстве — 5 тыс. га (15,5 %). Наиболее значительные площади нарушенных земель сосредоточены в районах развития горнодобывающей промышленности: Мирнинском улусе — 8,92 тыс.га, Нерюнгринском — 11,2 тыс. га, Алданском — 4,8 тыс.га.

### Отходы
На территории Якутии в год образуется около 200 млн. тонн отходов.
В целом источниками отходов являются производство и распределение электроэнергии, газа и воды — более 54 % и добыча полезных ископаемых.
Крупнейшими «производителями отходов» в 2008 году были ОАО «Алданзолото ГРК» 21 млн.тонн, ОАО «Якутуголь» 27 млн.тонн. См. таблицу:
| №   | Виды экономической деятельности                                                                                            | Объём отходов, тонн | %%         |
| --- | --- | ------------------- | ---------- |
|     | Всего отходов | 199 127 293,21      | 100 %      |
| 1.  | Сельское хозяйство, охота и лесное хозяйство                                                                               | 77,54               | 0,00004 %  |
| 2.  | Добыча топливно-энергетических полезных ископаемых                                                                         | 27 791 485,12       | 13,95664 % |
| 3.  | Добыча полезных ископаемых, кроме топливно-энергетических                                                                  | 64 564 888,91       | 32,42393 % |
| 4.  | Обрабатывающие производства                                                                                                | 8 538,23            | 0,00429 %  |
| 5.  | Производство и распределение электроэнергии, газа и воды                                                                   | 106 753 311,04      | 53,61059 % |
| 6.  | Строительство | 2 355,34            | 0,00118 %  |
| 7.  | Оптовая и розничная торговля; ремонт автотранспортных средств, мотоциклов, бытовых изделий и предметов личного пользования | 577,71              | 0,00029 %  |
| 8.  | Транспорт и связь | 2 036,73            | 0,00102 %  |
| 9.  | Предоставление прочих коммунальных, социальных и персональных услуг                                                        | 49,54               | 0,00002 %  |
| 10. | Прочие разделы видов экономической деятельности                                                                            | 3 973,06            | 0,00200 %  |

### Загрязнение атмосферы
В отраслевом разрезе наибольшее загрязнение атмосферы производят предприятия производства электрической энергии и тепла. Доля компаний, занятых в добыче полезных ископаемых в 2 раза меньше.
В 2008 году выбросы в атмосферу ОАО «Сургутнефтегаз» составили 20 тыс. тонн или почти 11 % от общего выброса в атмосферу по РС (Я). Аналогичный показатель у АК «АЛРОСА» составляет 8,66 тыс. тонн. См. таблицу:
|                                                                                   | 2004    | 2005    | 2006    | 2007    | 2008    | Изменение 2008 к 2004 году |
| --------------------------------------------------------------------------------- | ------- | ------- | ------- | ------- | ------- | -------------------------- |
| Всего выбросов, в том числе                                                       | 575,459 | 491,059 | 468,055 | 469,652 | 542,476 | −5,73 %                    |
| Выброшено в атмосферу загрязняющих веществ, тыс. тонн                             | 154,207 | 162,608 | 159,843 | 162,423 | 182,933 | 18,63 %                    |
| Уловлено и обезврежено загрязняющих веществ, тыс. тонн                            | 421,252 | 328,451 | 308,212 | 307,229 | 359,543 | −14,65 %                   |
| Уловлено к количеству загрязняющих веществ, %                                     | 73,2    | 66,9    | 65,9    | 65,4    | 66,3    | −9,43 %                    |
| Количество предприятий, имеющих выбросы загрязняющих веществ в атмосферу (единиц) | 306     | 329     | 359     | 398     | 398     | 30,07 %                    |
| Количество источников выбросов загрязняющих веществ (единиц)                      | 9125    | 10182   | 10971   | 12551   | 11922   | 30,65 %                    |

Нельзя не отметить, что при увеличении количества предприятий и источников загрязнения более, чем на 30 % общий объём выбросов снизился на 5,73 %. Однако при этом уловленных и обезвреженных веществ снизилось на 14 %, а величина выбросов без очистки увеличилась на 18,63 %.

### Стоки в поверхностные воды
Ежегодно в Республике Саха (Якутия) используется порядка 165 млн. тонн воды, без очистки или недостаточно очищенных стоков сбрасывается более 92 млн. тонн в год.
Список предприятий — основных источников загрязнения водных объектов с указанием объёмов сбросов загрязненных сточных вод за год, в том числе сбрасываемых без очистки (за 2008 год):
| № | Предприятие                               | Сброшено загрязненной воды, млн.м3 | Сброшено загрязненной воды, млн.м3 | Сброшено загрязненной воды, млн.м3 |
| - | ----------------------------------------- | ---------------------------------- | ---------------------------------- | ---------------------------------- |
| № | Предприятие                               | всего                              | без очистки                        | недостаточно очищенной             |
| 1 | МП «Водоканал» КОС г. Якутска             | 24,33                              | 1,41                               | 22,92                              |
| 2 | МП «Тепловодоканал» г. Нерюнгри           | 10,96                              |                                    | 10,96                              |
| 3 | Предприятие тепловодоснабжения г. Мирного | 9,84                               | 0,86                               | 8,98                               |
| 4 | ГОК «Удачный», г. Удачный                 | 5,04                               |                                    | 5,04                               |
| 5 | Айхальский ГОК, п. Айхал                  | 4,80                               |                                    | 4,80                               |
| 6 | ООО Артель старателей «Дражник»           | 3,93                               |                                    | 3,93                               |
| 7 | ОАО ПО «Якутцемент» п. Мохсоголлох        | 1,55                               | 0,73                               | 0,82                               |

ФГУ «Якутское УГМС» проводит мониторинг загрязнения поверхностных вод на 40 водных объектах, в том числе на 36 реках, 2 озёрах, 1 водохранилище и 1 лимане, на которых расположены 63 пункта наблюдений, 80 створов.
Традиционно используются следующие классы качества воды:
1-й класс — «условно чистая»;
2-й класс — «слабо загрязненная»;
3-й класс, разряд «а» — «загрязненная»,
разряд «б» — «очень загрязненная»;
4-й класс, разряд «а», «б» — «грязная»;
5-й класс — «экстремально грязная».
Река Лена
В 2008 г. в бассейне р. Лена превалировали воды 3-го класса качества разряда «а» и «б», оцениваемые как «загрязненные» и «очень загрязненные». Наиболее загрязненными водными объектами бассейна, характеризующимися как «грязные» (4-й класс) являлись: р. Лена (р.п. Пеледуй, г. Олекминск, г. Якутск — створ 1 км ниже п. Жатай); р. Нюя (с. Курум), р. Кэнкэмэ (з.с. Второй Станок).
Река Алдан
Вода большинства створов бассейна реки Алдан по качеству характеризовалась, в основном, как «очень загрязненная» (3-й класс разряда «б»). К 4-му классу («грязных» вод) относилась вода р. Алдан в районе г. Томмота.
Река Вилюй
В 2008 г. вода большинства створов бассейна р. Вилюй относилась к 3-му классу, разряда «б» и оценивалась как «очень загрязненная». К категории «грязных» вод отнесены р. Вилюй (с. Сунтар) и р. Тангнары (п. Чай).
Бассейн рек между рр. Лена и Яна
Качество воды р. Копчик-Юрэгэ в районе пос. Полярка не изменилось и осталось на уровне качества воды 2007 г. — 3-й класс разряда «а» («загрязненная»).
Бассейн р. Яна
Вода реки Яна и её притоков в большинстве створов соответствовала классу «очень загрязненных» вод. В наи-большей степени загрязнена вода р. Яна у п. Батагай, которая оценивалась как «грязная» (4-й класс разряд «б»).
Бассейн р. Индигирка
Вода большинства створов бассейна р. Индигирка характеризовалась как «очень загрязненная» (3-й класс разряда «б»). В 2008 г. произошло ухудшение качества воды р. Эльги до уровня разряда «а» 4-го класса («грязных» вод).
Река Колыма
По сравнению с 2008 г. качество воды р. Колыма в районе г. Среднеколымска несколько улучшилось и соответствовало 3-му классу разряда «б» («очень загрязненная»). Критические показатели загрязненности воды отсутствовали.
Комплексная оценка качества воды реки Колыма у с. Колымское показала, что в 2008 г. вода этого участка реки по-прежнему характеризовалась как «грязная» (4-й класс). Несколько улучшилось качество воды р. Колыма у п. Черский и вода оценивалась как «очень загрязненная».
Бассейн рек между рр. Индигирка и Колыма
Вода р. Алазея в пункте наблюдений п. Андрюшкино, как и в предыдущем году, по качеству характеризовалась как «грязная».
Бассейн р. Анабар
Качество воды р. Анабар (с. Саскылах) улучшилось незначительно, вода по-прежнему характеризовалась как «грязная».
Бассейн р. Оленёк
В воде р. Оленёк у с. Оленёк в 2008 г. произошло уменьшение степени загрязненности воды с изменением 4-го класса качества «грязных» вод на 3-й «загрязненных» вод.
Водоемы бассейна р. Лена
С учетом комплекса присутствующих в воде химических веществ вода залива Неелова (п. Тикси-3) по качеству перешла в пределах 3-го класса из разряда «б» («очень загрязненная») в разряд «а» ("загрязненная
Вода озера Мюрю (с. Борогонцы) по-прежнему оценивалась как «грязная».
Качество воды Вилюйского водохранилища стабилизировалось на уровне разряда «а» 4-го класса («грязная»).
Вода озера Мелкое (п. Тикси), как и в прошлом году, оценивалась как «слабо загрязненная» (2-й класс).

### ВСТО — строительство
ОАО «АК „Транснефть“». ООО «ЦУП ВСТО» осуществляет ведение мониторинга окружающей среды на стадии строительства трубопроводной системы «Восточная Сибирь — Тихий океан» в соответствии с требованиями регламента "О порядке организации эколого-аналитического контроля за состоянием окружающей среды на промышленных объектах регламентов системы экологического менеджмента ОАО "АК «Транснефть», Программ мониторинга окружающей среды на стадии строительства трубопроводной системы «Восточная Сибирь — Тихий океан» по соответствующим участкам. Указанные Программы мониторинга в составе ТЭО (проект) прошли все необходимые согласования и экспертизы, в том числе получили положительные заключения государственной экологической экспертизы.
Наличие превышения предельно допустимой концентрации по ряду элементов, как выше, так и ниже створа перехода, позволяет сделать вывод об отсутствии загрязнения, связанного с проведением строительных работ. Общие выявленные особенности гидрохимического состава (воды и донных отложений) водотоков обусловлены вариациями сочетаний геологических, почвенных условий; пространственной дифференциацией напочвенного покрова; гидроме-теорологическими условиями текущего и предыдущего годов.
Проведенное маршрутное обследование водных объектов вдоль трассы нефтепровода не выявило отрицательного влияния строительства на химический состав водотоков на территории Республики Саха (Якутия).
Мониторинг атмосферного воздуха на стадии строительства трубопроводной системы «Восточная Сибирь — Тихий океан» осуществлялся в соответствии с Программой мониторинга окружающей среды. В зимний период 2008 года проведен мониторинг по участку Талаканское месторождение — город Алдан.
Превышение предельно допустимой концентрации по атмосферному воздуху не обнаружено.
Результаты проведения мониторинга позволяют сделать вывод о том, что строительство первой очереди трубопроводной системы не оказывает значительного влияния на качество атмосферного воздуха исследуемых участков. Концентрации загрязняющих веществ на объектах мониторинга на момент проведения исследований не превышали предельно допустимой концентрации. Фактический уровень воздействия на атмосферный воздух соответствует допустимому воздействию в соответствии с требованиями нормативных документов и проектными решениями.
Таким образом, повышенное содержание некоторых элементов в почвах является региональной ландшафтно-геохимической особенностью и обусловлено химическим составом почвообразующих пород. В целом можно сделать вывод, что при проведении мониторинга вдоль трассы нефтепровода после проведения строительных работ деградация почвенного покрова не выявлена.

## Экологический мониторинг
В настоящее[какое?] время на Государственной сети мониторинга окружающей среды территории республики, базовую основу которой составляют наблюдательные сети ФГУ «ЯУГМС», проводятся следующие основные виды наблюдений: 

— за загрязнением воздуха в городах и промышленных центрах; 

— за загрязнением поверхностных вод; 

— за радиоактивным загрязнением окружающей среды;
Мониторинг состояния загрязнения атмосферного воздуха в городах и других населенных пунктах на территории Республики Саха (Якутия) проводится на регулярных государственных сетях наблюдений ФГУ «Якутское УГМС»*, которые включают 8 стационарных постов в 5 населенных пунктах РС (Я). В 2008 году было выполнено 43,6 тыс. наблюдений.
Из анализа полученной информации следует, что в целом уровень загрязнения атмосферного воздуха в населенных пунктах Республики Саха (Якутия) остается высоким. В городах Мирный и Нерюнгри степень загрязнения атмосферы оценивается как очень высокая, в Якутске — высокая, в поселке Усть-Нера — повышенная и только в поселке Серебряный Бор — низкая. Качество воздуха определяют высокие концентрации взвешенных веществ, диоксида азота, бенз(а)пирена, а также специфических примесей: формальдегида, фенола и сероводорода.

## Наиболее крупные экологические проблемы
1. подземные ядерные взрывы;
2. безопасность подводного перехода нефтепровода ВСТО;
3. сброс неочищенных бытовых стоков
4. свалки промышленных и бытовых отходов.

## Законодательство в области охраны окружающей среды
Законы Республики Саха (Якутия):
- «Об экологическом мониторинге РС(Я)» от 16.06.2005 г. 251-3 № 509-III
- «О радиационной безопасности населения и окружающей среды РС(Я)» от 27.01.2005 г. 206-3 № 417-III
- «О питьевой воде и питьевом водоснабжении» от 25.12.2003 г. 103-3 № 209-III
- «Об особо охраняемых территориях РС (Я)» от 25.12.2003 г. З № 214-III
- «Об экологическом образовании и просвещении» от 27.01.2005 г. 205-3 № 415-III
- «Об охране окружающей среды Республики Саха (Якутия)» от 25.12.2003 г. 104-З N 211-III
- Республиканская целевая программа «Охрана окружающей среды Республики Саха (Якутия) на 2009—2011 годы» от 26.12.2009
- «Концепция обращения с отходами производства и потребления в Республике Саха (Якутия) до 2010 года» одобрена постановлением Правительства Республики Саха (Якутия) от 31.08.2006 г. N 395